# Reims-Cessna F406
El Reims-Cessna F406 Caravan II es un avión turbohélice bimotor fabricado y diseñado por Reims Aviation en Francia en colaboración con Cessna. Es en esencia un Cessna 404 con dos motores Pratt & Whitney turbohélice y por tanto similar al presurizado Cessna 441. Su primer vuelo tuvo lugar en 1983 y sigue siendo producido por Reims Aviation, empresa que actualmente es una constructora aeronáutica francesa privada tras haber recomprado las acciones controladas por Cessna en 1989.
El 406 está diseñado para el transporte de pasajeros y pequeñas cargas, así como para vigilancia civil y militar. Puede conseguirse capacidad de carga extra añadiendo un compartimento al vientre del avión. El Surpolmar es una reciente versión de vigilancia marítima con equipamiento extra, como por ejemplo un radar de 360 grados.
Aunque el ser bimotor hace que sea más caro operar con él que con otros monomotores similares como el Cessna 208 Caravan, precisamente el contar con dos motores lo hace más fiable, algo importante cuando se vuela sobre terreno accidentado o sobre el mar.

## Especificaciones técnicas

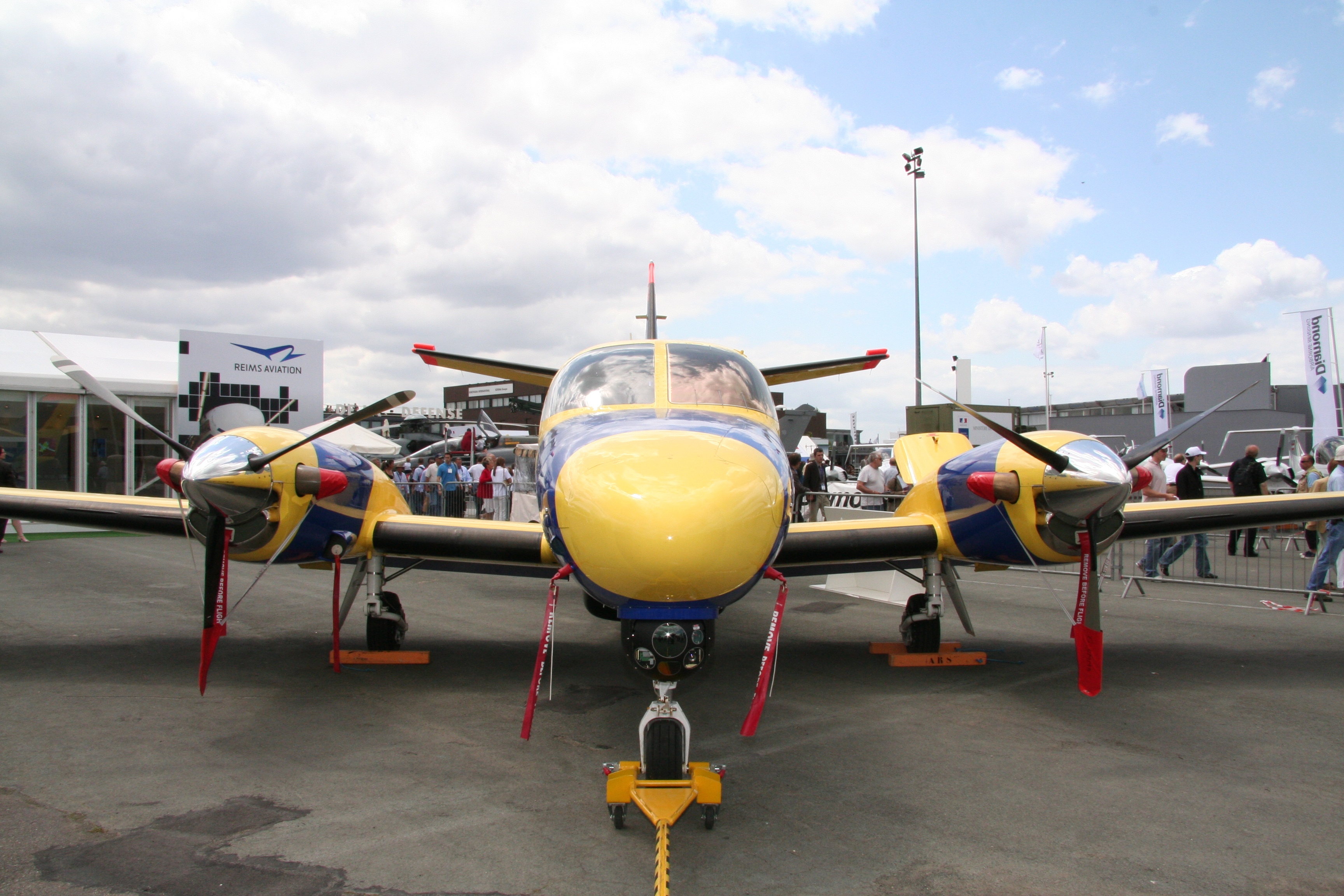
Reims-Cessna F406 Caravan II en el Paris Air Show de 2009.

Referencia datos: Jane's All the World's Aircraft 1988-89

### Características generales
- Tripulación: 2
- Capacidad: 12 pasajeros
- Longitud: 11,9 m (39 ft)
- Envergadura: 15,08 m
- Altura: 4,01 m
- Superficie alar: 23,5 m² (253 ft²)
- Peso vacío: 2283 kg (5031,7 lb)
- Peso cargado: 4246 kg (9358,2 lb)
- Planta motriz: 2×  Pratt & Whitney Canada PT6A.
  - Potencia: 373 kW cada uno.

### Rendimiento
- Velocidad máxima operativa (Vno): 424 km/h (263 MPH; 229 kt)
- Velocidad crucero (Vc): 370 km/h
- Alcance: 2135 km
- Techo de vuelo: 9145 m (30 003 ft)
- Régimen de ascenso: 9,4 m/s